# The Ultimate Dance Battle (seizoen 1)
Het eerste seizoen van The Ultimate Dance Battle werd uitgezonden in België door 2BE en in Nederland door RTL 5. In beide landen ging de show van start op 27 maart 2011 om uiteindelijk de finale op 29 mei te houden. De show werd gepresenteerd door Sean D'Hondt en Lieke van Lexmond. Dan Karaty presenteerde zelf ook een deel en was tevens de juryvoorzitter. In de jury zaten Laurent Flament, Isabelle Beernaert, Shaker, Rinus Sprong en Koen Brouwers & Roemjana de Haan.
Uiteindelijk won modern choreograaf Isabelle Beernaert samen met haar crew de show. Beernaert won € 25 duizend en elke danser uit haar gevormde crew € 5 duizend.

## Audities
Honderd professionele dansers, geselecteerd door Dan Karaty, moeten eerst auditeren voor Karaty. Alle dansers moeten verschillende 'challenges' doen en alle dansers zullen beoordeeld worden door Karaty. Slechts vijftig dansers kunnen door naar de tweede auditieronde.
De vijftig dansers die goedgekeurd zijn door Karaty mogen dezelfde of een andere choreografie doen voor de vijf choreografen. De choreografen moeten meteen na de auditie bepalen of zij de danser in z'n of haar dancecrew wil hebben. Wanneer twee of meer choreografen een danser wil hebben, mag de danser zelf bepalen bij wie de danser in het team wil. Elk team mag maar vijf dansers hebben en ieder choreograaf mag ook één danser 'on hold' zetten. Dat wil zeggen wanneer een choreograaf maar vier dansers vindt, kan de persoon die 'on hold' is gezet het team alsnog aanvullen.

## Dance Camp
Nu elk team vijf dansers heeft is de strijd begonnen. Alle dancecrews worden gezamenlijk in een huis gestopt, waar ze vierentwintig uur per dag kunnen oefenen en trainen. Daarnaast moeten de choreografen en hun team ook een 'challenge' uitvoeren. Elke winnaar krijgt een prijs, namelijk een eigen crewlid ruilen met dat van een andere team. De dancecrew mag samen met de choreograaf een eigen choreografie in elkaar zetten. Elke week zal Karaty de choreografieën beoordelen, maar elke week zal hij dit niet alleen doen. Elke week zal er een verrassing zijn bij de beoordeling.
Dan Karaty zal persoonlijk de muziek kiezen, om zo ervoor te zorgen dat elke choreograaf dezelfde voorbereidingstijd heeft en niet dat één choreograaf eerder kan beginnen.

### Teams
| Team | Team       | Choreograaf                      |
| ---- | ---------- | -------------------------------- |
|      | Heart2Beat | Isabelle Beernaert               |
|      | KoenRoem   | Koen Brouwers & Roemjana de Haan |
|      | Laurent    | Laurent Flament                  |
|      | Rinus      | Rinus Sprong                     |
|      | Shaker     | Shaker                           |

### Dansers
| Danser      | Team       | Team       | Team       | Team       | Stijl     | Stijl  | Stijl   | Stijl | Stijl | Stijl  |
| Danser      | Ronde 1    | Ronde 2    | Ronde 3    | Ronde 4    | All Round | Ballet | Hip Hop | Jazz  | Latin | Modern |
| ----------- | ---------- | ---------- | ---------- | ---------- | --------- | ------ | ------- | ----- | ----- | ------ |
| Alessandro  | Shaker     | Shaker     | KoenRoem   | KoenRoem   |           | ✔      |         |       |       |        |
| Angelo      | Heart2Beat | Heart2Beat | Heart2Beat | Heart2Beat |           |        | ✔       |       |       |        |
| Anna-Alicia | Heart2Beat | Heart2Beat | Heart2Beat | Heart2Beat |           | ✔      |         |       |       |        |
| Annemiek    | KoenRoem   | KoenRoem   | KoenRoem   | KoenRoem   |           |        |         |       |       | ✔      |
| Chantal     | Rinus      | Rinus      | Rinus      | Rinus      |           |        |         |       |       | ✔      |
| Charlene    | Rinus      | Shaker     | Shaker     | Shaker     |           |        |         |       |       | ✔      |
| Cheroney    | Laurent    | Laurent    | Laurent    | Laurent    |           |        |         |       |       | ✔      |
| Diego       | Laurent    | Laurent    | Laurent    | Laurent    |           |        |         | ✔     |       |        |
| Ellen       | Heart2Beat | Heart2Beat | Heart2Beat | Heart2Beat |           |        |         |       |       | ✔      |
| Evelien     |            |            |            | Shaker     |           |        |         |       |       | ✔      |
| Giorgio     | Shaker     | Shaker     | Shaker     | Shaker     |           |        | ✔       |       |       |        |
| Ivan        | Shaker     | Shaker     | Shaker     | Shaker     |           |        |         |       | ✔     |        |
| Jamie-Lee   | KoenRoem   | KoenRoem   | KoenRoem   | KoenRoem   |           |        |         | ✔     |       |        |
| Jomecia     | Shaker     | Rinus      | Rinus      | Rinus      |           |        | ✔       |       |       |        |
| Junior      | Rinus      | Rinus      | Rinus      | Rinus      |           |        |         |       |       | ✔      |
| Kimberley   | Laurent    | Laurent    | Laurent    | Laurent    |           |        |         | ✔     |       |        |
| Lucinda     | Laurent    | Laurent    | Laurent    | Laurent    |           |        | ✔       |       |       |        |
| Michael     | Laurent    | Laurent    | Laurent    |            |           | ✔      |         |       |       |        |
| Mitchel     | KoenRoem   | KoenRoem   | KoenRoem   | KoenRoem   |           |        | ✔       |       |       |        |
| Patrick     | Heart2Beat | Heart2Beat | Heart2Beat | Heart2Beat |           |        | ✔       |       |       |        |
| Patrick     | KoenRoem   | KoenRoem   | Shaker     | Shaker     |           |        |         |       |       | ✔      |
| Rashaen     | Rinus      | Rinus      | Rinus      | Rinus      |           | ✔      |         |       |       |        |
| Remy        | Rinus      | Rinus      | Rinus      | Rinus      |           |        | ✔       |       |       |        |
| Sinerjey    | KoenRoem   | KoenRoem   | KoenRoem   | KoenRoem   |           |        | ✔       |       |       |        |
| Stefano     | Heart2Beat | Heart2Beat | Heart2Beat | Heart2Beat |           |        |         |       |       | ✔      |
| Tommy       |            |            |            | Laurent    | ✔         |        |         |       |       |        |
| Valerie     | Shaker     | Shaker     | Shaker     |            |           |        |         | ✔     |       |        |

### Ronde 1
- Challenge: Eigen stijl
- Winnaar: Team Heart2Beat en Team Rinus
- Beoordeling: De vijf choreografen moesten elkaar beoordelen.

| Volgorde | Team | Team       | Stijl            | Muziek                                                   |
| -------- | ---- | ---------- | ---------------- | -------------------------------------------------------- |
| 1        |      | Heart2Beat | Modern           | Riverside – Agnes Obel                                   |
| 2        |      | KoenRoem   | Latin / Ballroom | Hip Hip Chin Chin (Yaziko Club Mix) – Club des Belugas   |
| 3        |      | Rinus      | Ballet           | Metamorphosis – Philip Glass                             |
| 4        |      | Laurent    | Jazz/Broadway    | Telephone – Lady Gaga feat. Beyoncé                      |
| 5        |      | Shaker     | Hip Hop          | All of the Lights – Kanye West feat. Rihanna en Kid Cudi |

- Switch Team Rinus: Charlene voor Jomecia (Team Shaker).
- Switch Team Heart2Beat: coach Isabelle wilde niemand switchen uit haar team.

### Ronde 2
- Challenge:
  - Team Rinus: Hip Hop
  - Team Shaker: Modern
  - Team Heart2Beat: Latin
  - Team KoenRoem: Jazz
  - Team Laurent: Hip Hop
- Winnaar: Team KoenRoem
- Beoordeling: De vijf choreografen werden beoordeeld door Euvgenia Parakhina.

| Volgorde | Team | Team       | Stijl   | Muziek                                   |
| -------- | ---- | ---------- | ------- | ---------------------------------------- |
| 1        |      | Laurent    | Hip Hop | Rocketeer – Far East Movement            |
| 2        |      | Shaker     | Modern  | Drumming Song – Florence and the Machine |
| 3        |      | Heart2Beat | Latin   | Rie y Llora – Celia Cruz                 |
| 4        |      | Rinus      | Hip Hop | Oh My Gosh – Usher                       |
| 5        |      | KoenRoem   | Jazz    | Sober – P!nk                             |

- Switch Team KoenRoem: Patrick voor Alessandro (Team Shaker).

### Ronde 3
- Challenge: Een eigen dans maken voor een kauwgomfabrikant
- Winnaar: Team KoenRoem
- Beoordeling: De vijf choreografen werden beoordeeld door Janneke en Florant van de kauwgomfabrikant.

| Volgorde | Team | Team       | Muziek                                                   | Locatie                                     |
| -------- | ---- | ---------- | -------------------------------------------------------- | ------------------------------------------- |
| 1        |      | Heart2Beat | Thunder – Nuttin' But Stringz                            | Op het skatepark naast het Westblaak        |
| 2        |      | Rinus      | Yeah 3x – Chris Brown                                    | Het dekschip van de SS Rotterdam            |
| 3        |      | Laurent    | Check It Out – Nicki Minaj feat. Will.i.am               | Op de banken springen naast het Erasmusbrug |
| 4        |      | KoenRoem   | Mourning John (soundtrack The Italian Job) – John Powell | Onder een gebouw                            |
| 5        |      | Shaker     | Genesis – Justice                                        | Op het dak van Restaurant Stroom            |

- Switch Team KoenRoem: coaches Koen & Roemjana wilden niemand switchen uit hun team.

## Eliminatielijst
| Plek | Team | Team       | Dance Camp | Dance Camp | Dance Camp | Liveshows | Liveshows      | Liveshows      | Liveshows      |
| Plek | Team | Team       | Ronde 1    | Ronde 2    | Ronde 3    | 1         | 2              | 3              | Finale         |
| ---- | ---- | ---------- | ---------- | ---------- | ---------- | --------- | -------------- | -------------- | -------------- |
| 1    |      | Heart2Beat | winnaar    |            |            | veilig    | veilig         | veilig         | winnaar        |
| 2    |      | Rinus      | winnaar    |            |            | veilig    | FB             | FB             | runner-up      |
| 3    |      | Laurent    |            |            |            | veilig    | veilig         | FB             | (geëlim.)      |
| 4    |      | KoenRoem   |            | winnaar    | winnaar    | FB        | FB             | (geëlimineerd) | (geëlimineerd) |
| 5    |      | Shaker     |            |            |            | FB        | (geëlimineerd) | (geëlimineerd) | (geëlimineerd) |

| veilig | Final Battle | geëlimineerd | runner-up | winnaar |

## Liveshows

### Liveshow 1
- Opening:
  - Groepschoreografie: Requiem for a Dream (soundtrack) – Clint Mansell (choreografie: Roy Julen)

| Volgorde | Team | Team       | Stijl   | Muziek                                    |
| -------- | ---- | ---------- | ------- | ----------------------------------------- |
| 1        |      | Shaker     | Hip Hop | Till the World Ends – Britney Spears      |
| 2        |      | Laurent    | Jazz    | Imagine – Glee                            |
| 3        |      | Heart2Beat | Modern  | Non, je ne regrette rien – Édith Piaf     |
| 4        |      | KoenRoem   | Latin   | A Night Like This – Caro Emerald          |
| 5        |      | Rinus      | Ballet  | Le Cygne (The Swan) – Camille Saint-Saëns |

| Volgorde | Team | Team       | Stijl   | Muziek                                                      |
| -------- | ---- | ---------- | ------- | ----------------------------------------------------------- |
| 1        |      | Shaker     | Latin   | Tonight (I'm F**kin' You) – Enrique Iglesias feat. Ludacris |
| 2        |      | Laurent    | Modern  | Cosmic Love – Florence and the Machine                      |
| 3        |      | Heart2Beat | Hip Hop | Coming Home – Diddy-Dirty Money feat. Skylar Grey           |
| 4        |      | KoenRoem   | Ballet  | Dare You to Move – Vitamin String Quartet                   |
| 5        |      | Rinus      | Jazz    | Set Fire to the Rain – Adele                                |

- Final Battle:
  - Team Shaker
  - Team KoenRoem
    - Muziek: Hello – Martin Solveig feat. Dragonette
- Winnaar: Team KoenRoem

### Liveshow 2
- Opening:
  - Groepschoreografie: Sweat – David Guetta feat. Snoop Dogg (choreografie: Roy Julen)

| Volgorde | Team | Team       | Stijl  | Muziek                                                                     |
| -------- | ---- | ---------- | ------ | -------------------------------------------------------------------------- |
| 1        |      | KoenRoem   | Latin  | The Battle (Paso Doble) – Gladiator (soundtrack)                           |
| 2        |      | Heart2Beat | Modern | Wat zou je doen – BLØF                                                     |
| 3        |      | Laurent    | Jazz   | Weak – Skunk Anansie                                                       |
| 4        |      | Rinus      | Ballet | Dance of the Sugar Plum Fairy (De Notenkraker) – Pjotr Iljitsj Tsjaikovski |

| Volgorde | Team | Team       | Stijl   | Muziek                                                      |
| -------- | ---- | ---------- | ------- | ----------------------------------------------------------- |
| 1        |      | KoenRoem   | Hip Hop | More – Usher                                                |
| 2        |      | Heart2Beat | Ballet  | La Valse d'Amelie (piano versie) – Yann Tiersen             |
| 3        |      | Laurent    | Latin   | On the Floor – Jennifer Lopez feat. Pitbull                 |
| 4        |      | Rinus      | Modern  | I Want to Hold Your Hand – Across the Universe (soundtrack) |

- Final Battle:
  - Team KoenRoem
  - Team Rinus
    - Muziek: Yeah 3x – Chris Brown
- Winnaar: Team Rinus

### Liveshow 3 (halve finale)
- Opening:
  - Groepschoreografie: Jar of Hearts – Christina Perri (choreografie: Roy Julen)

| Volgorde | Team | Team       | Stijl   | Muziek                                               |
| -------- | ---- | ---------- | ------- | ---------------------------------------------------- |
| 1        |      | Rinus      | Hip Hop | Who's That Chick? – David Guetta feat. Rihanna       |
| 2        |      | Laurent    | Jazz    | What Do You Want from Me (akoestisch) – Adam Lambert |
| 3        |      | Heart2Beat | Hip Hop | Make You Pop – Don Diablo feat. Diplo                |

| Volgorde | Team | Team       | Stijl   | Muziek                 |
| -------- | ---- | ---------- | ------- | ---------------------- |
| 1        |      | Rinus      | Ballet  | Winter – Nigel Kennedy |
| 2        |      | Laurent    | Hip Hop | Grenade – Bruno Mars   |
| 3        |      | Heart2Beat | Modern  | My Way – Herman Brood  |

- Final Battle:
  - Team Laurent
  - Team Rinus
    - Muziek: Sexy Bitch – David Guetta feat. Akon
- Winnaar: Team Rinus

### Liveshow 4 (finale)
- Opening:
  - Groepschoreografie (alle 5 teams): C'mon – Tiësto vs. Diplo feat. Busta Rhymes (choreografie: Dan Karaty)

| Volgorde | Team | Team       | Stijl          | Muziek                         |
| -------- | ---- | ---------- | -------------- | ------------------------------ |
| 1        |      | Rinus      | Hip Hop/Ballet | Drop It to the Floor – Pitbull |
| 2        |      | Heart2Beat | Modern         | Someone Like You – Adele       |

| Volgorde | Team | Team       | Stijl | Muziek                                                       |
| -------- | ---- | ---------- | ----- | ------------------------------------------------------------ |
| 1        |      | Rinus      | Tango | Assassin's Tango (soundtrack Mr. & Mrs. Smith) – John Powell |
| 2        |      | Heart2Beat | Jazz  | Feeling Good – Michael Bublé                                 |

| Volgorde | Team | Team       | Stijl   | Muziek                          |
| -------- | ---- | ---------- | ------- | ------------------------------- |
| 1        |      | Rinus      | Ballet  | Evgeny Kissin – Rachmaninov     |
| 2        |      | Heart2Beat | Hip Hop | Run the World (Girls) – Beyoncé |

- Final Battle:
  - Team Heart2Beat
  - Team Rinus
    - Muziek: Give Me Everything – Ne-Yo feat. Pitbull
- Winnaar: Team Heart2Beat

## Kijkcijfers
| Aflevering   | Datum         | Kijkcijfers     | Marktaandeel | Plek |
| ------------ | ------------- | --------------- | ------------ | ---- |
| Aflevering 1 | 27 maart 2011 | 560.000 kijkers | 7.7          | #17  |
| Aflevering 2 | 3 april 2011  | 538.000 kijkers | 7,2          | #18  |
| Aflevering 3 | 10 april 2011 | 434.000 kijkers | 6,1          | #22  |
| Aflevering 4 | 17 april 2011 | 599.000 kijkers | 8,4          | #15  |
| Aflevering 5 | 24 april 2011 | 388.000 kijkers | 7,0          | #17  |
| Aflevering 6 | 1 mei 2011    | 512.000 kijkers | 7,4          | #15  |
| Liveshow 1   | 8 mei 2011    | 454.000 kijkers | 7,4          | #14  |
| Liveshow 2   | 15 mei 2011   | 564.000 kijkers | 8,1          | #15  |
| Liveshow 3   | 22 mei 2011   | 546.000 kijkers | 7,9          | #14  |
| Liveshow 4   | 29 mei 2011   | 557.000 kijkers | 8,4          | #15  |